# Acid Bath
Acid Bath is een sludgemetalband uit de Amerikaanse staat Louisiana. Ze bestonden oorspronkelijk van 1991 tot 1997, toen bassist Audie Pitre om het leven kwam bij een verkeersongeval. In 2024 weer bij elkaar voor optredens.

## Biografie
In de jaren 1990 hadden ze een contract met Rotten Records en waren een van de bekendste sludgemetalbands. Ze brachten in die periode twee albums uit.

## Bandleden

### Huidige bandleden
- Dax Riggs - vocalist, tekstschrijver
- Mike Sanchez - gitarist
- Sammy Pierre Duet - gitarist, achtergrondstem
- Shane Wesley - basgitarist (tourlid)
- Zack Simmons - drummer (tourlid)

### Voormalige bandleden
- Audie Pitre - basgitarist, achtergrondstem
- Jimmy Kyle - drummer
- Joseph J. Fontenot - basgitarist
- Tomas Viator - toetsenist
- Jeromy Boullion - gitarist (tourlid)

## Discografie
- 1994 - When The Kite String Pops
- 1996 - Paegan Terrorism Tactics